# Emilio Chiovenda
Emilio Chiovenda (Roma, 18 maggio 1871 – Bologna, 19 febbraio 1941) è stato un botanico italiano.

## Biografia
Frequentò le elementari presso il Collegio Rosmini di Stresa; poi passò al Collegio di Domodossola per gli studi medi e classici. Nel 1891 si iscrisse al corso di laurea in farmacia dell'Università di Roma, ma nel 1892 decise di passare al corso di laurea in scienze.
Laureatosi in biologia a Roma nel 1898, concentrò in un primo momento il suo interesse sulla flora della val d'Ossola, terra d'origine dei suoi genitori, realizzando un erbario di oltre 20 000 campioni, oggi conservati presso il dipartimento di biologia evoluzionistica sperimentale dell'Università di Bologna.
Nominato, sul finire del secolo, conservatore dell'Erbario coloniale di Roma, nel 1909 intraprende un lungo viaggio in Eritrea ed Etiopia per studiare le piante di quei paesi, divenendo una indiscussa autorità mondiale della flora dell'Africa orientale. Per tali meriti Benito Mussolini lo volle insignire di un titolo nobiliare, che tuttavia Chiovenda, appartenendo a una famiglia di radicate convinzioni antifasciste, rifiutò.
Nel 1915 lasciò Roma per trasferirsi a Firenze, dove era stato spostato l'Erbario coloniale. Nel 1926 fu nominato professore ordinario di botanica all'Università degli Studi di Catania, ove diresse l'Orto botanico sino al 1929. Nel 1930 fu nominato preside della facoltà di scienze dell'Università di Modena e Reggio Emilia, ove risiedette per circa sei anni, per poi concludere la sua carriera a Bologna come direttore dell'Istituto botanico e prefetto dell'Orto botanico di Bologna.
È stato membro della Società botanica italiana e dell'Accademia dei Lincei.

## Opere
(parziale)
- Flora della Colonia Eritrea, 1903 (in collaborazione con Pietro Romualdo Pirotta)
- Flora delle Alpi Lepontine occidentali, 1904-1935
- Flora somala, Sindacato italiano arti grafiche, Roma 1929
- Flora Somala. II. Con 247 figure e 1288 analisi illustranti 220 specie delle quali 150 nuove, R. Orto Botanico, Modena 1932 (Tipografia Valbonesi, Forlì).
- Pteridophyta, Tip. Giandolfo, Catania 1929
- Il papiro in Italia: un interessante problema di biologia, sistematica e fitogeografia Tip. Valbonesi, Forlì 1931